# (1860) Barberousse
Pour les articles homonymes, voir Barberousse.
(1860) Barberousse, désignation internationale (1860) Barbarossa, est un astéroïde de la ceinture principale.

## Description
(1860) Barberousse est un astéroïde de la ceinture principale. Il fut découvert par Paul Wild le 28 septembre 1973 à l'observatoire Zimmerwald. Il présente une orbite caractérisée par un demi-grand axe de 2,56 UA, une excentricité de 0,2 et une inclinaison de 9,92° par rapport à l'écliptique.
Il fut nommé d'après Barberousse, surnom du roi Frédéric Ier de l'Empire romain germanique, et également surnom d'un professeur du découvreur.

## Compléments